# Визбор, Варвара Сергеевна
Варва́ра Серге́евна Ви́збор (род. 18 февраля 1986, Москва) — российская певица и музыкант.

## Биография
Родилась 18 февраля 1986 года в Москве. Внучка советских бардов Юрия Визбора и Ады Якушевой. Мать — журналистка Татьяна Визбор, отец — Сергей Лобиков (экономист по профессии). У Варвары есть младший брат Юрий — музыкант, основатель групп YOURALOBIKOV и «Корпорация Желтый асфальт». В 2007 году окончила Театральное училище им. Щукина (мастерская П. Е. Любимцева). В 2007—2009 годах обучалась на кафедре пластической выразительности актёра в магистратуре театрального института им. Щукина.
В 2008—2010 гг. работала в театре «Школа современной пьесы». В 2010—2013 годах — актриса «Театриума на Серпуховке п/р Терезы Дуровой».
С 2010 по 2015 годы выступала в московских клубах в составе эстрадно-джазовой группы под названием «Визбор V.S. Хутас». Помимо Сергея Хутаса и Варвары, в состав также входили клавишник Роман Дмитриев, барабанщик Давид Ткебучава, гитарист Максим Шибин.
Летом 2015 года, уже под своим именем, Варвара собирает обновлённый состав музыкантов.
Шоу «Голос»
В сентябре 2015 года приняла участие в слепых прослушиваниях телевизионного шоу «Голос», ни один из судей не повернулся. Несмотря на то, что Варвара не смогла из-за решения судей пройти дальше, её выступление вызвало общественный резонанс и привлекло к молодой певице интерес широкой аудитории.
Фестиваль Усадьба Джаз
В 2016 и в 2017 г. вместе со своим коллективом Варвара Визбор становится участником фестивалей «Усадьба Jazz» в Санкт-Петербурге, Воронеже, Екатеринбурге и Москве.

## Личная жизнь
Замужем.

## Дискография

### Альбомы
- Земляника[3] (2015)
- Варежка (2016)
- Многоголосье[4] (2017)
- Gucci-Лебеди (2022)

### Синглы
- А зима будет большая… (музыка и стихи — Юрий Визбор, релиз 17.12.2015)
- Осень будет с ним всегда (музыка — Сергей Хутас, стихи — Дмитрий Тютлин).
- Ты моё дыхание (музыка и стихи — Ада Якушева, релиз 11.02.2016)
- Нет, мой милый (музыка — Марк Фрадкин, стихи — Евгений Долматовский, релиза 14.04.2016)
- Сумерки (музыка и стихи — Ада Якушева, релиза 15.04.2016)
- Люся (музыка и стихи — Юрий Визбор, релиз 13.05.2016)
- Военные фотографии (музыка — Сергей Никитин, стихи — Юрий Визбор, релиз 03.06.2016)
- Где-то (музыка и стихи — Алина Наниева, релиз 26.12.2016)
- Ниже ноля (музыка и стихи — Алина Наниева, релиз 24.09.2017

### Ремиксы
- Ниже ноля Damaxx remix (совместно с dj Damaxx из Омска)

### Песни, записанные совместно с другими исполнителями
- Якутяночка (совместно с L’One)
- На другом берегу зимы (совместно с группой Uma2rmaH, песня вышла на альбоме «Пой, весна» (2016)
- Птица (совместно с группой «Марсу нужны любовники», песня вышла на альбоме «Дети плохой погоды» (2016)
- Ищу тебя я (совместно с группой «Белая кость» («Айсберг»)
- Эхо (совместно с L’One для сериала «Чернобыль 2. Зона Отчуждения» (2017)

### Другие песни
Песни, которые также входят в концертный репертуар певицы, однако отдельно не издавались:
- Морские ворота (Если вы хоть раз бывали в плаванье) (музыка — Виктор Берковский, Сергей Никитин, стихи — Юрий Визбор)
- Речной трамвай (музыка и стихи — Юрий Визбор)
- Загадка женщины (из к/ф «Чародеи») (музыка — Евгений Крылатов, стихи — Леонид Дербенёв)
- Лето без тебя как зима (музыка и стихи — Виктор Резников)
- Кабы не было зимы (из м/ф «Зима в Простоквашино») (музыка — Евгений Крылатов, стихи — Юрий Энтин)
- Мёртвый сезон (музыка — Вячеслав Малежик, стихи — Александр Смогул. Песня прозвучала на юбилейном концерте Вячеслава Малежика 17 февраля 2017 года в Государственном Кремлёвском дворце).

## Видеография
| Год  |                  | Клип                       |  | Альбом         |
| ---- | ---------------- | -------------------------- |  | -------------- |
| 2015 |                  | «Мюнхгаузен»               |  | «Земляника»    |
| 2015 |                  | «А зима будет большая…»    |  | «Варежка»      |
| 2016 |                  | «Якутяночка» (feat. L’One) |  | Сингл          |
| 2016 |                  | «Люся»                     |  | «Варежка»      |
| 2016 | «Сумерки»        |                            |  | «Варежка»      |
| 2016 | «Ты мое дыхание» |                            |  | «Варежка»      |
| 2016 |                  | «Где-то»                   |  | Сингл          |
| 2017 |                  | «Ниже ноля»                |  | Сингл          |
| 2017 |                  | «Эхо» (feat. L’One)        |  | «1985»         |
| 2017 |                  | «Падал снег»               |  | «Многоголосье» |
| 2018 |                  | "Во всем виновата погода"  |  | Многоголосье   |
| 2019 |                  | "В речке каменной"         |  | Многоголосье   |
| 2020 |                  | "Командир подлодки"        |  | Сингл          |
| 2023 |                  | "Пой мне"                  |  | Gucci-Лебеди   |

## Музыканты
В настоящий момент с Варварой Визбор выступают:
- Дмитрий Илугдин — клавишные,
- Виктор Шестак — бас-гитара, контрабас,
- Пётр Ившин — ударные,
- Александр Бруни — флейта,
- Александр Родовский — гитара,
- Роман Ночевный — гитара.